# Metaloproteinazy macierzy pozakomórkowej

MT1-MMP (MMP14)

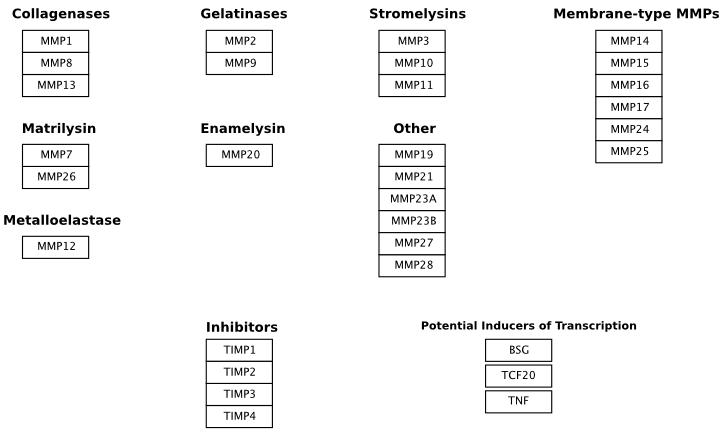
Klasyfikacja metaloproteinaz macierzy pozakomórkowej

Metaloproteinazy macierzy pozakomórkowej, kolagenazy, matryksyny, MMP (z ang. matrix metalloproteinases) – grupa zależnych od cynku enzymów proteolitycznych, należących do endopeptydaz, których podstawową funkcją jest udział w fizjologicznych i patologicznych procesach przebudowy składników macierzy pozakomórkowej i ich degradowanie (tak zwany remodeling).
W swoim składzie zawierają atom cynku (Zn2+), który pełni rolę katalityczną i strukturalną w cząsteczce enzymu. Syntetyzowane są w komórkach w formie preproenzymu i uwalniane do przestrzeni międzykomórkowej w formie nieaktywnej, jako proenzymy (proMMP). Aktywacja enzymu następuje przez proteolityczne cięcie w rejonie propeptydu. Aktywność metaloproteinaz jest precyzyjnie regulowana na poziomie transkrypcji, translacji oraz poprzez inhibitory endogenne, w tym α2-makroglobulinę i tkankowe inhibitory metaloproteinaz (TIMP).
W warunkach fizjologicznych uczestniczą one w embriogenezie, angiogenezie, gojeniu się ran, agregacji płytek, a także regulują metabolizm jonów. Zmiany aktywności metaloproteinaz zaobserwowano w wielu stanach patologicznych, między innymi w procesach zapalnych, chorobach degeneracyjnych i nowotworach. Metaloproteinazy odgrywają istotną rolę w progresji nowotworu, poprzez pobudzanie wzrostu komórek raka, migrację, inwazję, tworzenie przerzutów i nowych naczyń krwionośnych. Wydzielanie i aktywność metaloproteinaz są zwiększone prawie we wszystkich typach nowotworów u ludzi i korelują ze stopniem zaawansowania, większą inwazyjnością, zdolnością do przerzutów, a także z krótszym okresem przeżycia.
Badania prowadzone na początku lat 90. dowiodły, że MMP odznaczają się swoistością substratową. Podzielono je na trzy klasy: kolagenazy, żelatynazy i stromolizyny. Nowo odkryta grupa metaloproteinaz błonowych (MT-MMP), która w odróżnieniu od trzech poprzednich jest zakotwiczona w błonie komórkowej, została zaliczona do odrębnej klasy związków.
Odgrywają istotną rolę w rozwoju procesu nowotworowego oraz powstawaniu przerzutów węzłowych w guzach różnego pochodzenia, również w rakach płaskonabłonkowych w regionie głowy i szyi.

## Metaloproteinazy a stwardnienie rozsiane
Jednym z czynników przyczyniających się do rozwoju stwardnienia rozsianego jest wzrost aktywności metaloproteinaz macierzy pozakomórkowej przy jednoczesnym zmniejszeniu aktywności ich swoistych inhibitorów tkankowych (TIMP).
W badaniach, w których oznaczano aktywność MMP w surowicy, w płynie mózgowo-rdzeniowym oraz tkance nerwowej chorych na stwardnienie rozsiane, stwierdzono wzrost aktywności MMP-1, -2, -3, -7, -9 i -12. Postuluje się, że MMP uszkadzają barierę krew–mózg, przez co zwiększa się napływ limfocytów do ośrodkowego układu nerwowego, oraz biorą udział w degradacji osłonek mielinowych. Powodują również powstawanie aktywnej formy czynnika martwicy nowotworów (TNF-α).